# Ochánduri
Ochánduri is een gemeente in de Spaanse provincie en regio La Rioja met een oppervlakte van 11,72 km². Ochánduri telt 92 inwoners (1 januari 2016).

## Demografische ontwikkeling
Bron: INE, 1857-2011: volkstellingen